# Phyllodistomum solidum
Phyllodistomum solidum är en plattmaskart. Phyllodistomum solidum ingår i släktet Phyllodistomum och familjen Gorgoderidae. Inga underarter finns listade i Catalogue of Life.